# Örja församling
Örja församling var en församling i Lunds stift och i Landskrona kommun. Församlingen uppgick 1995 i Härslövs församling.

## Administrativ historik
Församlingen har medeltida ursprung. 
Församlingen var till 1942 i pastorat med Vadensjö församling, före 1860 som moderförsamling, därefter som annexförsamling. Från 1942 till 1995 annexförsamling i pastoratet Härslöv, Säby, Vadensjö och Örja som från 1962 även omfattade Ottarps församling. Församlingen uppgick 1995 i Härslövs församling.

## Kyrkor
- Örja kyrka